# Social Studies (album de Carla Bley)
Albums de Carla Bley
Musique Mecanique
(1979) Live!
(1982)
Social Studies est un album de la pianiste et compositrice de jazz américaine Carla Bley, sorti en 1974 chez Watt/ECM.
C'est le premier album sur lequel apparaît le tromboniste Gary Valente.
Útviklingssang, dont le titre signifie « chanson de développement » en norvégien, a été inspiré par une manifestation à Oslo contre la construction de barrages risquant de détériorer l'environnement.

## Liste des pistes
| No | Titre                              | Musique                   | Durée |
| -- | ---------------------------------- | ------------------------- | ----- |
| 1. | Reactionary Tango (In Three Parts) | Carla Bley, Steve Swallow | 12:54 |
| 2. | Copyright Royalties                | Carla Bley                | 6:42  |
| 3. | Útviklingssang                     | Carla Bley                | 6:30  |
| 4. | Valse Sinistre                     | Carla Bley                | 4:54  |
| 5. | Floater                            | Carla Bley                | 5:54  |
| 6. | Walking Batteriewoman              | Carla Bley                | 4:24  |

## Personnel
- Carla Bley : orgue, piano
- Tony Dagradi (en) : saxophone ténor, clarinette
- Joe Daley (en) : euphonium
- Michael Mantler : trompette
- Earl McIntyre : tuba
- D. Sharpe : batterie
- Steve Swallow : basse
- Gary Valente : trombone
- Carlos Ward : saxophone alto et soprano